# Desmos cambodicus
Desmos cambodicus är en kirimojaväxtart som först beskrevs av Achille Eugène Finet och François Gagnepain, och fick sitt nu gällande namn av Suzanne Ast. Desmos cambodicus ingår i släktet Desmos och familjen kirimojaväxter. Inga underarter finns listade i Catalogue of Life.